# Ptychadena neumanni
Ptychadena neumanni är en groddjursart som först beskrevs av Ahl 1924.  Ptychadena neumanni ingår i släktet Ptychadena och familjen Ptychadenidae. IUCN kategoriserar arten globalt som livskraftig. Inga underarter finns listade i Catalogue of Life.